# Bem József-szobor (Marosvásárhely)
A marosvásárhelyi Bem József-szobor volt a város első köztéri szobra, és a Monarchia legelső Bem Józsefet ábrázoló egészalakos szobra. A honvédek már röviddel a szabadságharc leverése után tervbe vették egy emlékmű felállítását, az 1868-as honvédgyűlésen pedig Marosvásárhelyt nevezték ki annak helyéül. A gránittalapzaton álló, Huszár Adolf által készített háromméteres bronzszobrot 1880-ban leplezték le a Főtér központi részén. A román hatalomátvétel után ledöntötték és elvitték, sorsa ismeretlen.

## Története
Bem József altábornagy, az 1848–49-es forradalom és szabadságharc erdélyi csapatainak fővezére többször is járt Marosvásárhelyen, és mindannyiszor nagy lelkesedéssel fogadták. 1849. január közepén három napot időzött a városban, hadereje pedig a Főtéren és az abba torkolló utcákban volt felállítva. Július 30-án innen indult Petőfi Sándorral a segesvári csatába.
A honvédek már röviddel a szabadságharc leverése után javasolták egy méltó emlékmű elkészítését, 1861-ben pedig Marosvásárhelyen egyesületet hoztak létre és gyűjtést kezdeményeztek. Bár több város is szerette volna, ha a szobor odakerül, a kiegyezés utáni első, 1868. augusztus 20–21-én megtartott budapesti honvédgyűlés Marosvásárhelyet nevezte ki a szobor helyszínéül, és úgy tervezték, hogy Bem hamvait is a városba fogják szállítani. Nem sokkal ezután bizottság alakult, és 1869 végére már több, mint 7500 forint gyűlt össze közadakozásból. 1876 augusztusában már közel 13 000 forint folyt be, a bizottság pedig megbízta a város országgyűlési képviselőit a további lépések megtételére.
A beérkezett pályaművek közül Huszár Adolf tervét fogadták el; a három méter magas bronzszobrot Bécsben öntötték. A ditrói gránitból készült, több lépcsővel magasított talapzatot Szeleczki Lajos debreceni kőfaragó készítette. A munka 1880 közepére készült el, az ünneppel egybekötött leleplezés napja 1880. október 17. volt. A várost magyar és lengyel zászlókkal díszítették, az avatóbeszédet Borosnyai Pál szoborbizottsági elnök (később polgármester) tartotta, verseket és dalokat adtak elő, és 48 koszorút helyeztek el. A küldöttségek között a lengyelek is képviseltették magukat. A szoborbizottság tudomására jutott, hogy Bem József két nővére még él, ezért javukra is gyűjtést szerveztek, és 2400 forintot juttattak nekik.
Az első világháború után nem volt törvényes lehetőség arra, hogy az elszakított területeken maradt magyar jellegű szobrokat Magyarországra szállítsák, így rengeteg műalkotás lett az új hatalmak rombolásának áldozata. A Bem-szobrot Marosvásárhely több más központi emlékművével együtt (Kossuth-szobor, Rákóczi-szobor) az 1919. március 27-éről 28-ára virradó éjszakán „ismeretlen tettesek” ledöntötték. A megrongált műalkotást elszállították, később Emil Dandea polgármester a talapzatot is elbontatta, kiváltva Lengyelország tiltakozását a „barbár cselekedet” miatt. 1928-ban a sérült szobrot vonatra tették azzal az indokkal, hogy Tarnówba szállítják, azonban oda sosem érkezett meg; Bukarestben nyoma veszett.

## Leírása
A Főtér (akkori nevén Széchenyi tér) központi, parkosított részén állt, a ferences kolostorral egy vonalban. A szobor jobb lábára nehezedve állva ábrázolta Bem Józsefet, bal lába egy sérült ágyúcsőre támaszkodott, kezének mozdulatával honvédeit buzdította. Jobb kezében távcső, baljában nevezetes lovaglóostora volt, mely utóbbival egymaga riasztotta el az ágyút eltulajdonítani készülő ellenséget.